# 邓建军 (1964年)
邓建军（1964年04月8日—），江西吉安人，强流脉冲加速器专家，中国强流脉冲加速器主要技术带头人之一，中国工程院院士，现任中国工程物理研究院流体物理研究所总工程师。

## 履历
1985年，毕业于北京工业学院光学系。1988年，获中国工程物理研究院研究生部加速器物理专业硕士学位。2003年，获清华大学博士学位。2017年，当选中国工程院院士。